# سلیمان بن عبدالملک
سلیمان پسر عبدالملک (۵۴–۹۹ هجری/۶۷۴–۷۱۷ میلادی) نوادهٔ مروان حکم از امویان بود که از (۷۱۵ تا ۷۱۷ میلادی / ۹۶ تا ۹۹ هجری) خلافت کرد.
سلیمان برادر کوچکتر خلیفهٔ پیشین ولید پسر عبدالملک بود؛ در دوران خلافت سلیمان، گرگان و طبرستان به دست فرماندار مشرق، یزید بن مهلب، گشوده شد و قسطنطنیه به محاصره افتاد. او در رمله در فلسطین ماند و هنگام رسیدن به خلافت به دمشق نرفت؛ سلیمان می‌خواست به مرز امپراتوری بیزانس نیز حمله کند که در سال ۹۹ هجری/۷۱۷ میلادی فوت کرد. او پیش از مرگ، خلافت را به پسرعمویش عمر بن عبدالعزیز واگذاشت زیرا پسر بزرگ و جانشینش ایوب پیش از سلیمان درگذشته بود.
رمله در سال ۷۱۶م به فرمان او به‌عنوان پایتخت اداری فلسطین ساخته شد.